# C1QTNF1
C1QTNF1‏ (C1q and TNF related 1) هوَ بروتين يُشَفر بواسطة جين C1QTNF1 في الإنسان.